# تشيستر مودي
تشيستر مودي (بالإنجليزية: Chester Moody)‏ هو لاعب كرة قاعدة أمريكي، ولد في 2 مارس 1935، وتوفي في 21 سبتمبر 2013.